# William E. Chilton

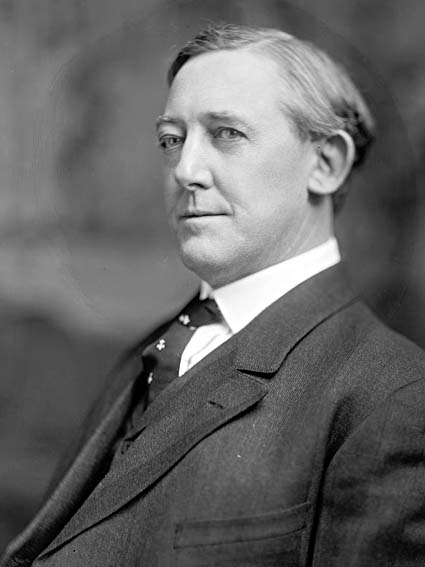
William Chilton

William Edwin Chilton, född 17 mars 1858 i Kanawha County, Virginia (nuvarande West Virginia), död 7 november 1939 i Charleston, West Virginia, var en amerikansk demokratisk politiker. Han representerade delstaten West Virginia i USA:s senat 1911-1917.
Chilton utexaminerades från Shelton College. Han studerade sedan juridik och inledde 1882 sin karriär som advokat i Charleston, West Virginia. Han var 1883 åklagare för Kanawha County. Han var också verksam som publicist.
Chilton var delstatens statssekreterare (West Virginia Secretary of State) 1895-1899. Han efterträdde 1911 Nathan B. Scott som senator för West Virginia. Chilton förlorade senatsvalet 1916 mot Howard Sutherland. Han ifrågasatte valresultatet men lyckades inte få någon ändring i saken.
Chiltons grav finns på Teay's Hill Cemetery i St. Albans, West Virginia.